# Cratere Rota
Rota è un cratere sulla superficie di Callisto.